# 1553 Боєрсфельда
1553 Боєрсфельда (1553 Bauersfelda) — астероїд головного поясу, відкритий 13 січня 1940 року.
Тіссеранів параметр щодо Юпітера — 3,276.